# Iván Polozkov
Iván Kuzmich Polozkov (en ruso: Ива́н Кузьми́ч Полозко́в; 16 de febrero de 1935 Efrosimovka, Kursk) es un político y estadista ruso.

## Biografía
Nació en una familia de campesinos, que trabajaba en un koljós.
En 1957 ingresó en el Komsomol, hasta 1969, y al PCUS en el distrito de Solntsevsky de la región de Kursk (secuencialmente: presidente del comité de distrito de cultura física y deportes, segundo secretario del comité de distrito del Komsomol, primer secretario del comité de distrito del Komsomol, instructor del comité distrital del partido, subdirector del departamento del comité del partido de la producción agrícola colectiva y gestión de la finca estatal, secretario, segundo secretario del comité distrital del partido).
En 1969 - 1972 años. - Jefe adjunto del departamento del comité regional del partido de Kursk.
1972 - Presidente del Comité Ejecutivo del Distrito de Rylsky.
1973 a 1985 - Trabajó en el aparato del Comité Central del PCUS .
Del 3 de junio de 1985 al 25 de julio de 1990  fue Primer Secretario del Comité Regional de Krasnodar del PCUS, al mismo tiempo, desde abril de 1990 - Presidente del Consejo Regional de los Diputados del Pueblo de Krasnodar.
En el I Congreso de Diputados del Pueblo de la RSFS de Rusia, celebrado del 16 de mayo al 22 de junio de 1990, se postuló para el cargo de Presidente del Sóviet Supremo de la RSFSR, siendo el principal candidato de las fuerzas conservadoras (comunistas). Boris Nikolayevich Yeltsin se opuso a él, considerado el candidato del ala liberal del Congreso. Dos rondas de votación en el Congreso no dieron la victoria ni a Polozkov ni a Yeltsin (este último estaba a la cabeza en ambas rondas por un ligero margen). Después de eso, los comunistas reemplazaron la candidatura de Polozkov con A.V. Vlasov, a quien ganó Yeltsin, obteniendo 4 votos más que el “puntaje de aprobación”. Como el propio Ivan Kuzmich recordó más tarde, “antes de la votación decisiva, estaba objetivamente por delante de Boris Nikolayevich por 120-130 votos. Y luego me convocaron al Politburó y me ordenaron retirar la candidatura por orden, aparentemente para evitar una escisión en el Congreso ”.
El 22 de junio de 1990, fue elegido primer secretario del Comité Central del recién creado Partido Comunista de la RSFSR . En este cargo, se ha establecido como un político duro de dirección conservadora, un opositor al curso de la "perestroika" de Gorbachov y las reformas de Yeltsin.
Fue miembro del Comité Central del PCUS (1986-1991). Elegido miembro del Politburó del Comité Central del PCUS ( 14 de julio de 1990 - 23 de agosto de 1991 ).
El 6 de agosto de 1991 el Pleno del Comité Central del Partido Comunista de la RSFSR accedió a la solicitud de I. A. Polozkov para destituirlo del cargo de primer secretario y miembro del Politburó del Comité Central del Partido Comunista de la RSFSR; en lugar de él, V. PERO. Kuptsov, y el propio Polozkov ocupó el cargo de Viceministro de Agricultura de la URSS durante algún tiempo.
De 1989 hasta 1991  fue diputado del Congreso de los Diputados del Pueblo de la RSFS de Rusia, y desde 1990 hasta 1993 fue diputado del Congreso de los Diputados del Pueblo de la Federación Rusa .
Al mismo tiempo, fue tres veces diputado popular: diputado popular de la URSS, diputado popular de la RSFSR y diputado popular del territorio de Krasnodar. Como se trataba de una violación (se le permitió ser diputado del pueblo de no más de dos entidades), renunció a sus funciones como diputado del pueblo de la URSS.
Actualmente es miembro del Consejo Asesor del Comité Central del Partido Comunista de la Federación de Rusia; Asesor del Servicio Nacional de Seguridad Económica de Rusia; es miembro del Consejo de la Organización Pública Regional - la Unión de Asociaciones Públicas "Asociación de Comunidades"; Según el decreto del alcalde de Moscú de 10 de junio de 2008, es miembro de la Comisión de Política Cultural, Informativa y Urbanística y de la Comisión de Regulación, Ética y Mejora de las Actividades del Consejo Público de la Ciudad de Moscú, Primer Vicepresidente del Consejo de la Comunidad de Kursk en Moscú .
Fue el primero en hablar en una reunión del Consejo de Ministros de la URSS sobre el tema de la cooperativa "ANT", en 1990 .

## Educación
- 1965 - Graduado del Instituto Económico y Financiero por Correspondencia de la Unión .
- 1977 - Escuela Superior del Partido por correspondencia bajo el Comité Central del PCUS .
- 1980 - Academia de Ciencias Sociales bajo el Comité Central del PCUS (ahora RAGS ).

## Enlaces
- Кашин О.В. (5 de noviembre de 2008). «Последний враг перестройки». Русская жизнь.
- «Полозков Иван Кузьмич». Биография.ру. www.biografija.ru.
- "La verdad está de nuestro lado"

- Datos: Q4370577